# Зарічне (Зерендинський район)
Зарі́чне (каз. Заречное) — село у складі Зерендинського району Акмолинської області Казахстану. Входить до складу Садового сільського округу.
Населення — 317 осіб (2021; 331 у 2009, 378 у 1999, 520 у 1989).
Національний склад станом на 1989 рік:
- росіяни — 46 %;
- німці — 21 %.

У радянські часи село називалось також Пригородне.